# Rusko-turška vojna (1735–1739)
Rusko-turška vojna 1735-1739  je bila vojna med Carsko Rusijo in Osmanskim cesarstvom,  ki jo je sprožila osmanska vojna s Perzijo in stalni vpadi krimskih Tatarov na rusko ozemlje. Rusom se je leta 1737 pridružila Habsburška monarhija, zato je  vojna znana tudi kot avstrijsko-turška vojna 1737-1739.
Habsburška monarhija je vojno končala s podpisom separatnega Beograjskega mirovnega sporazuma  18. septembra 1739, s čimer je prisilila Rusijo k podpisu Niškega mirovnega sporazuma  29. septembra istega leta.

## Ruska diplomacija pred vojno
Ruska diplomacija je v letih 1732-1735 podpisala več sporazumov s Perzijskim cesarstvom, ki je bilo od leta 1730 v vojni z Osmanskim cesarstvom,  in leta 1735 podprla Avgusta III. Poljskega in ne francoskega izbranca Stanislava I. Leszczynskega pri zasedbi poljskega prestola, s čimer je uspela vzpostaviti zase  ugodno mednarodno ozračje. 

## Potek vojne (1735-1738)
Cassus belli so bili pohodi krimskih Tatarov na Kozaški hetmanat (Ukrajina) konec leta 1735 in vojni pohod krimskega kana na Kavkaz. Leta 1736 so ruski generali sklenili osvojiti Azov in polotok Krim. 
Rusija je na predvečer vojne sklenila mirovni sporazum s Perzijo in ji vrnila ozemlje, ki ga je osvojila med rusko-perzijsko vojno 1722-1723  (Ganški sporazum).
20. maja 1736 je ruska Dneperska armada, ki je štela 62.000 mož, pod poveljstvom maršala Burkharda Christopha von Münnicha z bliskovitim napadom osvojila krimske utrdbe v Perekopu in 17. junija zasedla Bahčisaraj.  Krimskemu kanu ni uspelo odbiti napada  in obraniti svojega ozemlja. Ruske ekspedicijske vojske so se leta 1736, 1737 in 1738  prebile skozi njegove obrambne položaje in ga potisnile globoko na krimsko ozemlje. Tatarsko  plemstvo so uspele potisniti v hribe in prisilile kana Fatiha Gireja na beg na Črno morje. Rusi so požgali Gozlev, Karasubazar in kanovo palačo v Bahčisaraju in osvojili osmansko trdnjavo Azov. Sultan je kana Kaplana Gireja in Fatiha Gireja zaradi nesposobnosti odstavil.
V letih 1737-1739 so zaradi slabih sanitarnih pogojev na obeh straneh izbruhnile epidemije bolezni. Bolezen in pomanjkljiva oskrba sta  maršala Münnicha prisilili na umik v Ukrajino. 
19. junija 1737 je ruska Donska armada z 28.000 možmi pod poveljstvom generala  Petra von Lacyja in  podporo Donskega ladjevja pod poveljstvom viceadmirala Petra Bredahla osvojila trdnjavo Azov.   Julija 1737 je Münnichova armada na juriš osvojila turško trdnjavo Očakov. Na Krim je zatem vdrla tudi Lacyjeva armada s 40.000 možmi in junija osvojila Karasubazar, sedanji Belogorsk, potem  pa se je morala zaradi pomanjkanja zalog umakniti. Krimska kampanja se je leta 1738 končala z ruskim umikom v Ukrajino. Rusija je med vojno izgubila približno 30.000 mož. V bojih je padlo samo 2.000 mož, druge žrtve pa so bile posledica bolezni,  lakote in pomanjkanja.
Julija  1737 je v vojno proti Osmanskemu cesarstvu vstopila Habsburška monarhija in bila večkrat poražena, med drugim v bitki pri Banja Luki 4. avgusta 1737  in Grocki 18. in 22.-23. julija 1739. Po osmanskem obleganju od 18. julija do septembra 1739 je izgubila tudi Beograd. Avgusta 1738 so se sprte strani začele v Nemirovu brez uspeha pogajati za sklenitev miru. Tega leta ni bilo kakšnih večjih vojaških operacij. Ruska vojska se je morala zaradi izbruha kuge umakniti iz Očakova in Kinburšega polotoka.
Po podatkih v osmanskih virih so se med obleganjem trdnjave Ostrovica v bitki pri  Ostervitčatiku   in obrambi Buzina proti Avstrijcem borile tudi muslimanke iz Bosne. Moški in ženske so skupaj branili trdnjavo Četin. Po podatkih v avstrijskih virih so ženske iz Bosne igrale pomembno vlogo v obrambi Novega  Pazarja, Zvornika, Ostrovice, Četina, Buzina, Gradiške in Banja Luke.  O junaštvih žensk pričajo tudi francoski viri.

## Zadnje obdobje vojne
Leta 1739 je ruska armada pod  Münnichovim poveljstvov prečila Dneper, porazila Turke v bitki pri Stavučanih, 19. avgusta osvojila trdnjavo  Hotin in zatem Iaşi. Na balkanskem bojišču so Turki v bitki pri Grocki porazili Avstrijce in z njimi podpisali separatni Beograjski mirovni sporazum, verjetno zaradi novic o vojaških uspehih Rusov. Ker ste Rusiji grozila nevarnost švedske invazije in osmansko zavezništvo s Prusijo, Poljsko in Švedsko, je podpisu Beograjskega miru 29. septembra  1739 sledil podpis Niškega miru, ki je končal vojno. Rusija je s podpisom miru dobila Azov in utrdila svojo oblast v Zaporožju.
Za Avstrijo se je vojna izkazala za hud poraz. Ruski sile so bile v vojni veliko bolj uspešne, vendar so zaradi bolezni izgubile več deset tisoč vojakov. Izgube na osmanski strani je nemogoče oceniti.